# Aubane Rousset
Pour les articles homonymes, voir Rousset.

a Compétitions nationales et continentales officielles uniquement.

b Matchs officiels uniquement.
Dernière mise à jour le 15 juin 2023.
Aubane Rousset, né vers 2003, est une joueuse française de rugby à XV évoluant au poste d'ailier au Stade bordelais.
Avec son club, elle est triple championne de France, en 2023, 2024 et 2025.

## Biographie
Aubane Rousset commence à jouer au rugby en 2008 à Thionville et rejoint l'année suivante le club Rugby Union Sportive Hayange (RUSH). Elle entre en 2019 dans l'équipe du Lille Métropole Rugby Club Villeneuvois avant d'intégrer en 2021 les rangs du Stade bordelais,. La même année, elle passe son baccalauréat.
En 2022, elle fait partie de la sélection française qui dispute la seconde étape du championnat d'Europe de rugby à sept, à Cracovie. La France termine à la cinquième place des huit nations participantes.
En avril 2023, elle porte le maillot de l'équipe de France de rugby à XV de moins de 20 ans dans un match remporté contre l'Angleterre.
Sous le maillot du Stade bordelais elle remporte le championnat de France Élite 1 2022-2023 : elle participe notamment à la finale victorieuse des Lionnes contre le club de Blagnac rugby féminin le 10 juin 2023, qui clôt une saison de douze victoires en treize matchs. En 2024 elle contribue à la reconquête du titre par le Stade bordelais après avoir participé à six des treize rencontres du championnat 2023-2024, dont les trois matchs de la phase finale,. 
Exploit renouvelé l'année suivante, le 31 mai 2025, après une victoire en finale contre le Stade toulousain pour le Championnat de France : après avoir pris part à 16 des 19 matchs de la saison, la centre marque à la 84e minute l'essai qui confirme la victoire de son équipe.

## Palmarès

### En club
- Vainqueur du Championnat de France en 2023, 2024 et 2025